# Універсальна десяткова класифікація

УДК

Універса́льна десятко́ва класифіка́ція (УДК) — бібліотечна класифікація документів, широко використовується у всьому світі для систематизації творів науки, літератури і мистецтва, періодичного друку, різних видів документів і організації картотек.
Розроблена Міжнародним бібліографічним інститутом у 1895–1905 рр. на основі «Десяткової класифікації» американського бібліотекаря Дьюї. Сьогодні УДК є інтелектуальною власністю Міжнародного консорціуму УДК.

## Структура таблиць
Таблиці УДК складаються з наступних частин:
1. Структура, властивості та принципи УДК
2. Методичні вказівки щодо застосування УДК
3. Основні розділи УДК
4. Алфавітно-предметні покажчики (АПП) до основних розділів УДК
5. Допоміжні таблиці УДК
6. Алфавітно-предметні покажчики до допоміжних таблиць

## Універсальна десяткова класифікація (УДК)
Основні розділи УДК:
0 Загальний відділ
1 Філософія. Психологія
2 Релігія. Теологія
3 Суспільні науки
4 (вільний)
5 Математика. Природничі науки
6 Прикладні науки. Медицина. Техніка. Сільське господарство
7 Мистецтво. Архітектура. Ігри. Спорт
8 Мова. Мовознавство. Художня література. Літературознавство
9 Географія. Біографії. Історія

### Знаки поєднання
| Знак | Назва знаку        | Значення                       | Приклад                                                                  |
| ---- | ------------------ | ------------------------------ | ------------------------------------------------------------------------ |
| +    | плюс (та)          | Знак приєднання                | 622+669 Гірнича справа і металургія                                      |
| /    | коса риска         | Знак поширення                 | 592/599 Систематична зоологія                                            |
| :    | двокрапка          | Знак простого відношення       | 17:7 Взаємовідносини етики і мистецтва. Етика по відношенню до мистецтва |
| ::   | подвійна двокрапка | Знак закріплення послідовності | 575::576.3 Цитогенетика                                                  |
| [ ]  | квадратні дужки    | Знак групування                | 061.1(100): [54+66] Міжнародний союз теоретичної і прикладної хімії      |
| *    | зірочка (астеріск) | Знак запозиченого позначення   |                                                                          |
| А/Я  | А/Я                | Прямий алфавітний підрозділ    |                                                                          |

## Основна таблиця УДК

### 0 Загальний відділ
00 Загальні питання науки та культури
001 Наука та знання в цілому. Організація розумової праці
001.1 Загальні уявлення про науку
001.2 Взаємозв'язок між різними галузями науки
001.3 Значення науки
001.4 Спеціальна термінологія. Наукова номенклатура
001.5 Наукові теорії. Гіпотези. Системи
001.6 Закони науки
001.8 Методологія
001.9 Розповсюдження знань і псевдознань
002 Документація. Книги. Письменництво. Авторство
003 Системи письма та писемності
004 Комп'ютерна наука та технологія. Застосування комп'ютера
004.2 Комп'ютерна архітектура
004.3 Апаратне забезпечення комп'ютерів
004.4 Програмне забезпечення
004.5 Взаємодія людини і комп'ютера. Інтерфейс користувача
004.6 Дані
004.7 Комп'ютерні мережі
004.8 Штучний інтелект
004.9 Прикладна техніка, що базується на комп'ютерних системах. Прикладні інформаційні системи
006 Стандартизація та стандарти
008 Цивілізація. Культура. Прогрес
01 Бібліографія та бібліографічні покажчики. Каталоги
011 Універсальні та загальні бібліографії
012 Бібліографії творів окремих авторів і окремих творів невідомих авторів
013 Бібліографії певних груп (колективів) авторів
014 Бібліографія праць за певними особливостями (анонімних праць, праць під псевдонімом тощо)
015 Бібліографії за місцем видання
016 Галузеві бібліографії
017 Каталоги в цілому. Реальні каталоги
018 Каталоги формальні
019 Словникові або перехресні каталоги
02 Бібліотечна справа
021 Функції, значення, цінність, розвиток бібліотек
022 Бібліотечне приміщення, будівля та прилеглі території. Обладнання
023 Організація роботи бібліотек. Кадри. Персонал бібліотек
024 Відносини з читачами (обслуговування). Регулювання користуванням бібліотекою
025 Адміністративні відділи бібліотеки (формування фондів, довідково-бібліографічна робота, книговидача)
026 Галузеві та спеціальні бібліотеки
027 Універсальні бібліотеки
028 Читання (психологія читання, методи та техніка читання)
030 Довідкові видання загального типу (енциклопедії, словники)
050 Серійні публікації. Періодика (щорічники, альманахи, календарі)
06 Організація та інші типи об'єднання (співробітництва)
070 Газети. Преса
08 Видання змішаного змісту. Праці. Збірники
087.5 Науково-популярна література для дітей
09 Рукописи. Раритети та рідкісні видання
091 Рукописи
092 Ксилографічні книги
093 Інкунабули
094 Інші видання, надруковані особливим, оригінальним способом
095 Книги з незвичайними палітурками
096 Книги з видатними ілюстраціями або використаними цінними матеріалами
097 Книги зі знаками власників
098 Рідкісні види книг з примітними характеристиками
099 Інші книги з видатними зовнішніми ознаками. Рідкісні, антикварні книги

### 1 Філософія. Психологія
101 Сутність і роль філософії
11 Метафізика
12 Окремі проблеми та категорії філософії
13 Філософія розуму та духу. Метафізика духовного життя
14 Філософські системи та погляди
159.9 Психологія
16 Логіка. Епістемологія. Теорія пізнання. Методологія логіки
17 Філософія моралі. Етика. Практична філософія

### 2 Релігія. Теологія (богослов'я)
21 Природна теологія. Теодицея. Бог. Раціональна теологія. Релігійна філософія
22 Біблія. Святе письмо
23 Догматична теологія
24 Практична теологія
25 Пасторська теологія (богослов'я)
26 Християнська церква в цілому
27 Загальна історія християнської церкви
28 Християнські церкви, секти, деномінації
29 Нехристиянські релігії

### 3 Суспільні науки
30 Теорія, методологія та методи суспільних наук. Соціографія
31 Демографія, соціологія, статистика
311 Статистика як наука. Теорія статистики
314 Демографія. Вивчення народонаселення
316 Соціологія
32 Політика
321 Форми політичної організації. Держава як політична влада
322 Відносини між церквою та державою. Політика стосовно релігії. Церковна політика
323 Внутрішні справи. Внутрішня політика
324 Вибори. Плебісцити. Референдуми. Виборчі компанії. Корупція, зловживання під час виборів. Результати виборів
325 Відкриття нових територій. Колонізація
326 Рабство
327 Міжнародні зв'язки. Світова політика. Міжнародні справи. Зовнішня політика
328 Парламенти. Представництво народу. Уряди
329 Політичні партії та рухи
33 Економіка. Економічна наука
330 Економіка в цілому
331 Праця. Працевлаштування. Робота. Економіка праці. Організація праці
332 Регіональна економіка. Територіальна економіка. Економіка землі. Економіка житла
334 Форми організації та співробітництва в економіці
336 Фінанси
338 Економічне становище. Економічна політика. Управління та планування в економіці. Виробництво. Послуги. Ціни
339 Торгівля. Міжнародні економічні відносини. Світова економіка
339.1 Загальні питання торгівлі. Ринок
339.3 Внутрішня торгівля
339.5 Зовнішня торгівля. Міжнародна торгівля
339.7 Міжнародні фінанси
339.9 Міжнародна економіка в цілому. Міжнародні економічні зв'язки. Світове господарство
34 Право. Юриспруденція
340 Право в цілому. Пропедевтика. Методи та допоміжні правничі науки
341 Міжнародне право
342 Державне право. Конституційне право. Адміністративне право
343 Кримінальне право. Карні порушення
344 Особливі види кримінального права. Військове, військово-морське, військово-повітряне право
346 Господарське право. Правові основи державного регулювання економіки
347 Цивільне право. Судовий устрій
349.2 Трудове право
349.3 Право соціального забезпечення
349.4 Земельне право. Право планування населених пунктів
349.6 Правові проблеми охорони навколишнього середовища
349.7 Атомне право
35 Державне адміністративне управління. Військова справа
351 Напрями діяльності органів державного адміністративного управління
352 Нижній рівень органів управління. Органи місцевого управління. Муніципальна адміністрація. Місцеві органи
353 Середній рівень органів управління. Регіональне, провінційне управління. Регіональні органи
354 Вищий, найвищий рівень органів управління. Центральне, державне управління
355 Військова справа в цілому
356 Піхота
357 Кавалерія. Кінні війська. Моторизовані війська. Військово-транспортні частини
358 Артилерія. Бронетанкові війська. Інженерні війська. Військова авіація. Різні технічні служби та їх функції
359 Військово-морські сили. Військово-морський флот. Особовий склад, організація
36 Забезпечення духовних і матеріальних життєвих потреб
364 Соціальні проблеми, що породжують необхідність надання соціальної допомоги. Види соціальної допомоги
365 Потреба в житлі та її задоволення. Забезпечення житлом
366 Кос'юмеризм. Рух на захист інтересів та прав споживачів
368 Страхування. Суспільне забезпечення шляхом взаємного розподілу ризику
369 Соціальне страхування
37 Освіта. Виховання. Навчання. Дозвілля
37.0 Основні види та принципи освіти
371 Організація системи освіти та виховання. Шкільна організація
372 Зміст та форма діяльності в дошкільному вихованні та початковому навчанні. Предмети усіх рівнів навчання та типів шкіл (методика)
373 Види загальноосвітніх шкіл
374 Позашкільна освіта і підготовка. Подальша освіта (самоосвіта)
376 Освіта, навчання, підготовка спеціальних груп осіб. Спеціальні школи
377 Спеціалізоване навчання. Професійно-технічне навчання. Професійні коледжі. Політехнічна освіта
378 Вища освіта. Університети. Підготовка наукових кадрів
379.8 Дозвілля
39 Етнологія. Етнографія. Звичаї. Традиції. Спосіб життя. Фольклор
391 Народний одяг. Народні костюми. Національний одяг. Народні прикраси. Мода
392 Звичаї, традиції в особистому житті
393 Смерть. Поводження з померлими. Поховання. Обряди, пов'язані з похованнями
394 Громадське життя. Життя народу
395 Церемоніал. Етикет. Правила поведінки. Соціальні сходинки. Звання. Титули
396 Фемінізм. Жінка і суспільство. Становище жінки
397 Первісні народи. Окремі раси, племена з точки зору їх звичаїв
398 Фольклор у вузькому значенні

### 5 Математика. Природничі науки
50 Загальні відомості про математичні та природничі науки
501 Загальні відомості про точні науки. Математичні науки в цілому, включаючи астрономію, механіку, математичну фізику
502 Природа. Дослідження природи та її збереження. Захист навколишнього середовища (довкілля) та живої природи
504 Наука про навколишнє середовище. Екологія
51 Математика
510 Фундаментальні та загальні питання математики
511 Теорія чисел
512 Алгебра
514 Геометрія
515.1 Топологія
517 Аналіз
519.1 Комбінаторний аналіз. Теорія графів
519.2 Ймовірність. Математична статистика
519.6 Обчислювальна математика
519.7 Математична кібернетика
519.8 Дослідження операцій
52 Астрономія. Астрофізика. Космічні дослідження. Геодезія
520 Інструменти, прилади та методи астрономічних досліджень
521 Теоретична астрономія. Небесна механіка
523 Сонячна система
524 Зорі. Зоряні системи. Всесвіт
527 Морехідна та авіаційна астрономія. Навігація
528 Геодезія. Топографо-геодезичні роботи. Фотограмметрія. Дистанційне зондування.
53 Фізика
530.1 Основні закони (принципи) фізики
531 Загальна механіка. Механіка твердих та жорстких тіл
532 Загальні питання механіки рідин. Механіка рідин (гідромеханіка)
533 Механіка газів. Аеромеханіка. Фізика плазми
534 Механічні коливання. Акустика
535 Оптика
536 Теплота. Термодинаміка
537 Електрика. Магнетизм. Електромагнетизм
538.9 Фізика конденсованої матерії (в рідинному і твердому стані)
539 Фізична теорія матерії
54 Хімія. Кристалографія. Мінералогія
542 Практична лабораторна хімія. Препаративна та експериментальна хімія
543 Аналітична хімія
544 Фізична хімія
546 Неорганічна хімія
547 Органічна хімія
548 Кристалографія
549 Мінералогія. Спеціальне мінераловедення
55 Геологія. Науки про землю
550 Допоміжні геологічні науки
551 Загальна геологія. Метеорологія. Кліматологія. Історична геологія. Стратиграфія. Палеогеографія
552 Петрологія. Петрографія
553 Економічна геологія. Родовища корисних копалин
556 Гідросфера. Вода в цілому. Гідрологія
56 Палеонтологія
561 Палеоботаніка. Систематика викопних рослин
562 Безхребетні в цілому
564 Молюски. М'якуни. Ракоподібні
565 Членисті
567 Риби
568 Зауропсиди. Ящероподібні
569 Ссавці
57 Біологічні науки в цілому
572 Антропологія
573 Загальна та теоретична біологія
574 Загальна екологія
575 Загальна генетика. Загальна цитогенетика
576 Клітинна та субклітинна біологія. Цитологія
577 Матеріальні основи життя. Біохімія. Молекулярна біологія. Біофізика
578 Вірусологія
579 Мікробіологія
58 Ботаніка
581 Загальна ботаніка
582 Систематика рослин
59 Зоологія
591 Загальна зоологія
592 Безхребетні
594 Молюски
595 Членисті
598 Ящероподібні
599 Ссавці

### 6 Прикладні науки. Медицина. Техніка. Сільське господарство
60 Біотехнологія
601 Основні принципи
602 Процеси і методи в біотехнології
604 Продукти
606 Застосування біотехнології
608 Предмети обговорення
61 Медичні науки
611/612 Біологія людини
611 Анатомія. Анатомія людини та порівняльна анатомія
612 Фізіологія. Фізіологія людини та порівняльна фізіологія
612.1/.8 Окрема фізіологія
612.1 Кров. Серцево-судинна, циркуляторна система
612.2 Дихання. Дихальна система
612.3 Харчування. Споживання їжі. Травлення. Живлення
612.4 Ендокринна система. Секреція. Екскреція
612.5 Тваринне тепло. Термальні процеси
612.6 Репродукція. Ріст. Розвиток
612.7 Рухові функції. Органи опорно-рухового апарату. Голос. Зовнішній покрив тіла, шкіра
612.8 Нервова система. Органи чуттів
613 Гігієна в цілому. Особисте здоров'я та гігієна
614 Суспільне здоров'я та гігієна. Попередження нещасних випадків
615 Фармакологія. Терапія. Токсикологія
616 Патологія. Клінічна медицина
616.1 Патологія серцево-судинної системи та крові
616.2 Патологія дихальної системи. Захворювання, пов'язані з органами дихання
616.3 Патологія травної системи. Розлади травної системи
614.4 Патологія лімфатичної системи, гемопатичних (кровотворних) органів, ендокринних органів
616.5 Шкіра. Загальний шкірний покрив тіла. Клінічна дерматологія
616.6 Патологія сечостатевої системи. Хвороби сечової та статевої систем
616.7 Патологія органів руху, пересування. Скелетна та рухова системи
616.8 Неврологія. Невропатологія. Нервова система
616.9 Контактні захворювання. Інфекційні та заразні захворювання, гарячки
617 Хірургія. Ортопедія. Офтальмологія
618. Гінекологія. Акушерство
619 Ветеринарна медицина
62 Машинобудування. Техніка в цілому
620 Випробування матеріалів. Матеріали промислового значення. Електростанції. Енергозбереження
621 Загальне машинобудування. Ядерна техніка. Електротехніка. Машинобудування в цілому
622 Гірнича справа
624 Будівництво інженерних споруд та будівельні конструкції в цілому
625 Шляхове будівництво. Будівництво залізниць. Будівництво автомобільних доріг
628 Санітарна техніка. Водопостачання. Водопровід і каналізація. Освітлювальна техніка
629 Транспорт
63 Сільське господарство. Лісове господарство. Мисливство. Рибне господарство
630 Лісове господарство. Лісівництво
631 Загальні питання сільського господарства
631.1 Організація та управління сільським господарством
631.2 Сільськогосподарські будівлі, споруди (експлуатація обладнання). Будівлі для домашньої худоби, продукції, машинного устаткування
Сільськогосподарські машини, знаряддя та інструменти
631.4 Ґрунтознавство. Ґрунтові дослідження
631.5 Сільськогосподарські роботи. Агротехніка
631.6 Сільськогосподарська меліорація
631.8 Добрива. Збагачення органічних і неорганічних добрив. Стимулювання росту рослин. Ростові речовини. Рослинні стимулятори
632 Хвороби рослин. Шкідники рослин. Захист рослин
632.1 Непаразитичні хвороби. Рослинні хвороби комплексного походження
632.2 Симптоматологія рослин
632.3 Бактеріальні та вірусні хвороби рослин
632.4 Грибкові хвороби рослин
632.5 Шкідливі рослини (тобто шкідливі для інших рослин)
632.6 Тварини — шкідники рослин (крім комах)
632.7 Комахи — шкідники рослин
632.8 Інші шкідники та хвороби рослин
632.9 Боротьба з хворобами рослин та шкідниками рослин
633 Рільництво. Польові сільськогосподарські культури та їх виробництво
633.1 Хлібні злаки. Зернові культури
633.2 Кормові трави. Лугові та пасовищні трави
633.3 Кормові рослини (крім трави)
633.4 Харчові коренеплоди та бульби. Коренеплоди
633.5 Прядильні та волокнисті культури
633.6 Цукрові та крохмалеві рослини
633.7 Збуджуючі і наркотичні рослини. Рослини, що використовуються у виробництві напоїв
633.8 Ароматичні (ефіроолійні) рослини. Рослини-приправи. Олійні рослини. Красильні рослини. Дубильні рослини. Лікарські рослини
633.9 Інші рослини промислового використання
634 Садівництво в цілому. Плодівництво
634.1 Плодівництво в цілому
634.2 Кісточкові плоди в цілому
634.3 Рутові (включаючи цитрусові). Шовковичні (тутові). Загальні питання
634.4 Інші плодові
634.5 Горіхоплодові
634.6 Різноманітні тропічні та субтропічні плодові
634.7 Невеликі плоди кущів та трав'яних рослин. Ягідні культури
634.8 Виноградарство. Культурні сорти винограду. Виноградники
635 Овочівництво і декоративне садівництво
635.1 Столові (харчові) коренеплоди
635.2 Харчові бульбоплоди та цибулинні
635.3 Рослини з їстівними стеблами, листям або квітками
635.4 Інші зелені овочеві культури. Листові овочеві
635.5 Салатні рослини. Салатні овочі
635.6 Рослини з їстівними плодами та насінням. Бобові культури
635.7 Ароматичні, запашні трави. Пряні рослини
635.8 Гриби
635.9 Декоративні рослини. Декоративне садівництво
636 Загальні питання тваринництва. Розведення тварин і птахів. Скотарство. Домашні тварини та їх розведення
636.1 Однокопитні (непарнокопитні) тварини. Домашні коні. Коні східні, азійські коні
636.2 Велика рогата худоба
636.3 Малі жуйні тварини. Мала рогата худоба. Вівці. Кози
636.4 Свині
636.5 Домашні птахи
636.6 Птахи (крім домашніх та бійцівських птахів), які розводять або утримують люди
636.7 Собаки
636.8 Кішки
636.9 Інші тварини, яких утримують люди
637 Продукти тваринництва
637.1 Молочна промисловість у цілому
637.2 Масло та маслоробство
637.3 Сир та сироварство
637.4 Яйця. Продукти переробки яєць
637.5 М'ясо. Свіжі м'ясні харчові продукти
637.6 Інша тваринна продукція (крім харчової)
638 Догляд, утримання і розведення комах та інших членистоногих
638.1 Бджільництво. Утримання бджіл
638.2 Розведення шовковичного шовкопряда. Шовківництво
638.3 Комахи кошеніль
638.4 Виведення, розведення інших комах
638.5 Розведення павукоподібних комах
638.8 Утримання комах з декоративною метою
639 Полювання, мисливство. Рибне господарство. Рибальство
639.1 Полювання
639.2 Риболовля. Рибальство і його продукти
639.3 Риборозведення. Рибництво
639.4 Розведення водяних молюсків
639.5 Розведення ракоподібних, морських їжаків, п'явок тощо
639.6 Інші морепродукти
64 Домоведення. Комунальне господарство. Служба побуту
640 Типи комунально-побутових підприємств та домашнє господарство
641 Продукти харчування. Приготування їжі. Страви
642 Їжа та вживання їжі. Столовий посуд
643 Житло. Помешкання
644 Санітарно-технічне обладнання помешкань
645 Предмети обстановки жила
646 Одяг. Особиста гігієна
647 Обслуговчий персонал у домашньому та комунально-побутовому господарстві
648 Прання. Пральні. Чистка. Прибирання приміщень
649 Догляд за дітьми, хворими, інвалідами та прийом гостей
65 Керування підприємствами. Менеджмент. Організація виробництва, торгівлі, транспорту, зв'язку, поліграфії
651 Конторська (канцелярська) справа. Офіс-менеджмент. Діловодство. Оргтехніка
654 Електрозв'язок (організація та експлуатація)
655 Поліграфічна промисловість. Поліграфічні підприємства. Видавництва. Книжкова торгівля
656 Транспортні та поштові служби. Організація та керування перевезеннями
657 Бухгалтерія. Бухгалтерський облік. Рахівництво
658 Організація виробництва, менеджмент. Економіка підприємств. Організація та техніка торгівлі
659 Реклама. Система інформації. Служба зовнішньої інформації та реклами (паблик рілейшнз)
66 Хімічна технологія. Хімічна промисловість і споріднені галузі
661 Продукти хімічної промисловості
662 Вибухові речовини. Паливо
663 Промислова мікробіологія. Промислова мікологія. Бродильне виробництво, промисловість ферментів. Виробництво напоїв. Виробництво спиртних напоїв
664 Харчова промисловість у цілому. Виробництво і консервування харчових продуктів
665 Олії. Жири. Віск. Клеї. Камеді. Смоли
666 Скляна і керамічна промисловість. Промисловість в'яжучих. Цемент і бетон
667 Лакофарбова промисловість
669 Металургія
67 Різні галузі промисловості та ремесла
671 Вироби з дорогоцінних металів та коштовного каменю
672 Вироби з заліза та сталі в цілому
673 Вироби з кольорових металів (за винятком дорогоцінних металів)
674 Деревообробна промисловість
675 Шкіряна промисловість (включаючи виробництво хутра і штучної шкіри)
676 Целюлозно-паперова промисловість
677 Текстильна промисловість
678 Промисловість високомолекулярних речовин. Виробництво гуми. Виробництво пластмас
679 Галузі промисловості з переробки різних матеріалів
68 Галузі промисловості та ремесла, що виробляють готову продукцію
681 Точна механіка та автоматика
682 Ковальська справа. Підковування тварин. Виготовлення кованих виробів
683 Залізні вироби. Слюсарна справа. Лампи з горючими речовинами. Печі
684 Меблева промисловість
685 Виробництво шорно-сідельних та інших виробів із шкіри. Взуттєве виробництво. Виробництво туристичного та спортивного інвентаря
686 Брошурувально-палітурне виробництво. Золотіння. Срібнення. Виробництво дзеркал. Канцелярські приладдя
687 Швейна промисловість. Виробництво косметичних виробів
688 Галантерейні та декоративні вироби. Іграшки
689 Технічні та інші аматорські ручні роботи
69 Будівельна промисловість. Будівельні матеріали. Будівельно-монтажні роботи
691 Будівельні матеріали та компоненти
692 Конструктивна частина та елементи будов
693 Кам'яна або цегляна кладка та пов'язані з нею будівельні роботи
694 Дерев'яні конструкції. Деревообробне виробництво. Столярні роботи
696 Санітарно-технічне, газове, парове, електричне обладнання будівель та його монтаж
697 Обігрівання, вентиляція та кондиціювання повітря в будовах
698 Оздоблювальні та декоративні роботи
699.8 Захисні засоби всередині та зовні будинків. Протиаварійні заходи

### 7 Мистецтво. Архітектура. Ігри. Спорт
71 Планування у межах адміністративно-територіальних одиниць. Ландшафти, парки, сади
711 Принципи та практика планування. Планування в межах адміністративно-територіальних одиниць
712 Ландшафтна архітектура (природна та спроектована). Парки. Сади, сквери
718 Кладовища. Крематорії. Інші місця поховання померлих (планування, обладнання, догляд тощо)
719 Охорона сільських і міських історичних і культурних пам'яток
72 Архітектура
721 Будівлі в цілому
725 Державні, громадські, торгові, промислові будівлі. Цивільна архітектура в цілому
726 Культові споруди та будівлі. Священні та погребальні будівлі
727 Будівлі освітніх, наукових та культурно-освітніх заходів
728 Житлова архітектура. Житлове будівництво. Житло
73 Пластичні мистецтва
730 Скульптура в цілому
736 Гліптика. Сфрагістика
737 Нумізматика
739 Художня обробка металу
74 Малювання та креслення. Дизайн. Декоративно-прикладне мистецтво. Художні промисли
741 Малювання та креслення в цілому
742 Перспектива в малюнках та кресленнях
743 Анатомічне малювання
744 Геометричне креслення. Технічне креслення
746 Рукоділля. Художнє вишивання
747 Оформлення інтер'єру
748 Мистецтво скляних виробів. Художні вироби зі скла та кришталю
749 Художні меблі, прилади опалення та освітлення
75 Живопис
76 Графічні мистецтва. Графіка
761 Гравюра високого друку
762 Гравюра глибокого друку
763 Гравюра плоского друку
766 Прикладна графіка. Рекламна графіка
769 Види гравюр
77 Фотографія, кінематографія та подібні процеси
771 Фотографічне обладнання, апарати та матеріали
772 Фотографічні системи, або процеси з використанням неорганічних речовин або фізичних явищ
773 Фотографічні системи, або процеси з використанням органічних сполук
774 Фотомеханічні процеси в цілому
776 Фотолітографія. Фотографічні процеси виготовлення друкарських форм для плоского друку
777 Форми глибокого друку. Фотогравюра. Форми високого друку (штрихові та растрові)
778 Спеціальні галузі застосування та фототехніка
78 Музика
781 Теорія музики. Загальні питання
782 Театральна музика. Опера
783 Церковна музика. Духовна музика. Релігійна музика
784 Вокальна музика. Співи
785 Інструментальна музика. Симфонічна музика. Музика для оркестрів. Музика для ансамблів
786 Музика для клавішних інструментів
787 Музика для смичкових та струнних інструментів
788 Музика для духових інструментів
789 Музика для ударних інструментів. Музика для механічних музичних інструментів
79 Видовищні мистецтва. Розваги. Ігри. Спорт
791 Масові розваги. Вистави. Виставки
792 Театр. Сценічне мистецтво. Драматичні вистави
793 Відпочинок та розваги громадськості. Мистецтво руху. Танці
794 Настільні ігри (на кмітливість, спритність та удачу)
796 Спорт. Ігри. Фізичні вправи
797 Водний спорт. Авіаційний спорт
798 Кінний спорт та верхова їзда. Спортивні змагання на конях та інших тваринах
799 Спортивне рибальство. Спортивне мисливство. Спортивна стрільба по цілях

### 8 Мова. Мовознавство. Художня література. Літературознавство
80 Загальні питання лінгвістики та літератури. Філологія
801 Просодія. Віршування. Допоміжні науки та джерела філології
808 Риторика. Ефективне застосування мови
81 Лінгвістика. Мовознавство. Мови
82 Художня література. Літературознавство

### 9 Географія. Біографії. Історія
90 Археологія. Передісторія. Доісторичні залишки. Краєзнавство
902 Археологія
903 Передісторія. Доісторичні залишки, знаряддя праці, старожитності
904 Археологічні пам'ятки історичних часів
908 Краєзнавство
91 Географія. Географічні дослідження Землі та окремих країн. Подорожі. Регіональна географія
910 Загальні питання. Географія як наука. Країнознавство. Географічні дослідження. Подорожі
910.1 Географія як наука. Методологія (теорія, системи, методи)
910.2 Методи та техніка географічних досліджень
910.3 Дослідження різних географічних об'єктів
910.4 Географічні відкриття
911 Загальна географія. Окремі галузі географії (географічні дисципліни). Ландшафтознавство
911.2 Фізична географія
911.3 Суспільна географія. Географія культури
911.5/.9 Теоретична географія
911.5 Типологічна географія
911.6 Районування територій та територіальні одиниці
911.7 Порівняльна географія
911.8 Нормативна географія
911.9 Прикладна (практична) географія
912 Нетекстові географічні посібники
913 Регіональна географія. Історична географія
914/919 Географія окремих країн
92 Біографічні дослідження. Генеалогія. Геральдика (гербознавство). Прапори, стяги
929 Біографічні дослідження
929.5 Генеалогія
929.6 Геральдика (гербознавство)
929.7 Нобілітет. Знать. Титул, звання. Дворянство
929.9 Прапори. Штандарти. Знамена
93/94 Історія
930 Історична наука. Історіографія
930.1 Історія як наука
930.2 Методологія історії. Допоміжні історичні дисципліни
930.25 Архівознавство. Архіви, у тому числі державні та інші архіви
930.85 Історія цивілізації. Історія культури
94 Історія загалом

## Допоміжні таблиці
Окрім основних класів та спеціальних визначників, особливих для кожного класу, УДК містить ряд загальних визначників, які вміщено у допоміжних таблицях:
- визначники мови =…, наприклад, =161.2 українська мова, =161.2'282(477-12) південно-східний діалект української мови, =030.133.1 переклад з французької;
- визначники форми документів (0…), наприклад, (02) книга, (054) газета, (031) енциклопедія, (075) навчальний посібник, (086.8) відеозапис;
- визначники місця (1/9), наприклад, (100) всесвіт, (282.24) ріки Європи, (282.247.32) Дніпро, (3) стародавній світ, (367) землі стародавніх слов'ян, (4) Європа, (477) Україна, (477-04) кордон України, (477-2) міста України, (477-25) Київ, столиця України, (477.75) Автономна Республіка Крим, (477.75-076) анексована територія Криму, (477–924.71) Кримські гори, (477–924.86) степи України, (477-83) через Україну, (477-86) так, як в Україні;
- визначники рас, етнічних груп та народів (=…), наприклад, (=011) європеоїди, (=161.2) українці (україномовні), (=1.477) українці (мешканці України);
- визначники часу «…», наприклад «2014.07.17» 17 липня 2014, «12/15» XIII–XVI століття, «322» літо, «345» ніч, «432» протягом двох тижнів, «532» що два тижні;
- визначники основних характеристик -0…, наприклад, −028.41 популярний, −03 матеріал, −034 металевий, −042.1 прихильний, −05 особа, −051 виконавець, −052 клієнт, −055.2 жіночий.